# مرسرة

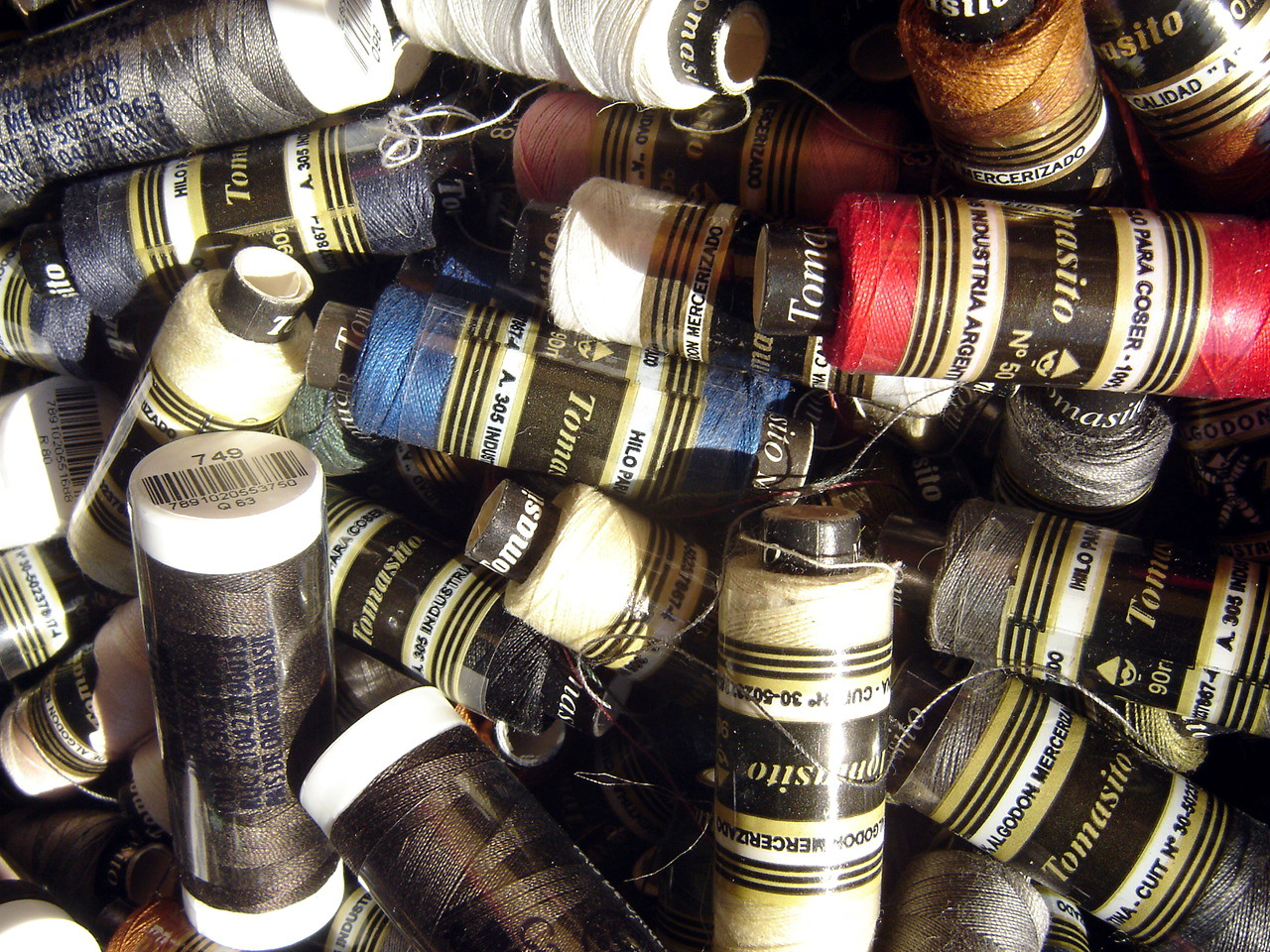

المرسرة هي معالجة كميائية تتم على الخيوط القطنية لجعلها أكثر متانة وامتصاصا للرطوبة واكثر نعومة ولمعانًا ويكسبها قيمة مرتفعة للغاية عن القطن الطبيعي . تعالج المرسرة نسبة الي مخترعها جون ميرسر (المواد السليولوزية من الخيوط والأقمشة المنسوجة والمحيكة) في محلول مركز وبارد من الصودا الكاوية بوجود شد مطبق على هذه الأقمشة والذي اضاف الصودا الكاوية الي قماشًا قطنيًا. العملية لم تنتشر إلا بعد أن أضاف هوريس لو الشد مما حسن من لمعان الألياف وامتصاصه للصودا ووضوح تاثيرها . محلول الصودا الكاوية يؤدي إلى انتفاخ ألياف القطن وتحطم الروابط الهيدروجينية وقوى فان دير فالس الضعيفة بين سلاسل السليولوز. تقوم السلاسل المتحررة بإعادة ترتيب وتوجيه نفسها وعند إزالة الصودا الكاوية تشكل السلاسل روابط جديدة وهي في الحالة الجديدة المرتبة منتظمة مجهريا واقرب لالياف الحرير .
وقد استخدمت العملية في شركة DMC المعروفة بخيوطها في مدينة ميلوز الفرنسية في القرن التاسع عشر.

## خواص الخامات القطنية الممرسرة
تتغير خصائص الألياف القطنية بتأثير محلول الصودا الكاوية المركز كما يلي:
- يصبح المقطع العرضي للألياف أكبر ودائري الشكل.
- تختفي القناة المركزية في ليف القطن.
- ينحل اللف الحلزوني للألياف.
- تنكمش الألياف طوليًا بنسبة 20-25%.
- تغير في البنية الضخمة.
- توجه البلورات باتجاه محور الألياف.
- ازدياد في السطح الداخلي للألياف.
- ازدياد التفاعلية مع المواد الكيميائية والأصبغة.
- مقاومة أكبر لهجوم المواد الكيميائية والمكروبات والشمس والتجوية.
- زيادة في قدرة امتصاص الأصبغة (حتى 25%).
- زيادة في مقاومة التمزق للألياف المفردة.
- ثباتية أبعاد أفضل.
- زيادة في اللمعان وبريق الخيط.

## بارمترات المرسرة

### محتوى المادة من الرطوبة
تؤدي الرطوبة التي تحملها المادة النسيجية إلى تمديد محلول الصودا، فإن كانت نسبة الرطوبة غير مضبوطة، فإنها تؤدي إلى تفاوت في نتائج عملية المرسرة. فضلا عن أن تفاعل الصودا مع الماء يولد حرارة تزيد من حرارة الحوض.

### تركيز المحلول القلوي
مقدار تغلغل المحلول القلوي في السليولوز يتوقف على تركيزه ودرجة حرارة المعالجة. فهناك علاقة بين درجة تميه شوارد المحلول القلوي ومقدرتها على التغلغل في السليولوز. فقطر هيدرات القلوي يكون كبيرًا جدًا عند التراكيز المنفخضة (NaOH.20H2O عند تركيز 6-9%)، ومع زيادرة التركيز، يقل عدد جزيئات الماء المرتبطة بشاردة القلوي فيصغر قطر الهيدرات (NaOH.7H2O عند تركيز 20%). وأكبر انتفاخ لألياف القطن يحدث عند تراكيز 13% (150 غ/ل) في حين أن أكبر تأثير لعملية المرسرة يحدث عند تراكيز تتراوح بين 20-25% أو 250-300 غ/ل أو 25-30 درجة بوميه. إن قل التركيز عن ذلك فسنحصل على لمعان أقل، مع العلم أن التراكيز الأعلى ليس لها تأثيرًا نفعيًا.

### تغلغل الصودا في المادة النسيجية
قد تكون بنية القماش كتيمة ومتراصة فيصعب ذلك من تغلغل الصودا في القماش، فضلا عن أن عملية المرسرة تجرى أحيانا على القطن الخام قبل عملية الغلي القلوي فيكون القطن صادًا للماء ولذلك تستخدم عوامل تبليل جيدة لتحسين تغلغل الصودا الكاوية. ويجب أن تكون عوامل التبليل مستقرة وفعالة عند التراكيز القلوية العالية. فإذا فحصنا مقطعًا عرضيًا لخيط ممرسر، فسنجد أن الألياف السطحية ستنتفخ مع ملامستها للمحلول القلوي فتمنعه من الوصول إلى الألياف في قلب الخيط.

### درجة حرارة الصودا
تزداد نسبة انتفاخ الألياف القطنية الممرسرة مع انخفاض درجة حرارة المعالجة. وأكبر نسبة انتفاخ للألياف تحدث عند درجة حرارة 8°م. إلا أن تبريد حوض المرسرة إلى هذه الدرجة من الحرارة غير اقتصادي ولا يحسن كثيرًا مردود المعالجة، ولذلك تجرى عملية المرسرة عمليًا عند درجات حرارة تتراوح بين 18-25 °م. وتسمى المرسرة الباردة. ومع زيادة درجة الحرارة يقل معدل الانتفاخ ويتراجع تأثير عملية المرسرة نظريًا. إلا أن زيادرة درجة الحرارة يحسن من تغلغل المحلول القلوي إلى قلب المادة النسيجية ويعطي عملية مرسرة أكثر تجانسًا. ويمكن بذلك إجراء عملية المرسرة عند درجات حرارة 60°م، وتسمى بالمرسرة الساخنة.

### نسبة الالتقاط
تؤثر نسبة الالتقاط على المرسرة بعدة طرق. فنسبة الالتقاط القليلة تؤدي إلى انتفاخ أقل مؤديًا إلى مرسرة غير مكتملة. ولأن محلول الصودا يلدن النسيج فيصبح سهل الامتطاط، فإن نسب الالتقاط المنخفضة تقلل من تأثير التلدين وقد يتمزق القماش أثناء شده بالسلاسل. يجب أن تكون نسبة الالتقاط 100%.

### زمن تعرض القماش للصودا
الزمن الأمثل بعد الغمر والعصر (الفولار) هو 30 ثانية على الأقل للسماح لإعطاء الوقت اللازم للصودا بأن تتفاعل مع الألياف لتنتفخ قبل أن يطبق الشد عليها. يؤدي الوقت القصير إلى مرسرة غير مكتملة.

### الشد المطبق على المادة
تنتفخ الألياف في المحلول القلوي، ولضبط اللمعان والانكماش، يجب على القماش أن يُشد. يشد القماش بالاتجاه العرضي وفق اتجاه السدى حتى يعود عرض القماش إلى عرض الحالة الخامية أو أكثر قليلاً. ولا حاجة للشد في الاتجاه الطولي ما لم يُرغب بالمزيد من اللمعان. إذا كان الشد الطولي مرغوبًا، يجب أن لا تتجاوز سرعة السلاسل سرعة العصر بأكثر من 5 %. يجب تخفيض تركيز الصودا في القماش (وليس في محلول الغسل) إلى أقل من 5% قبل أن نزيل الشد المطبق على القماش وإلا سينكمش القماش ولن يصل إلى اللمعان المطلوب. وإذا انكمش القماش القادم من السلاسل فقد يكون السبب أن تركيز الصودا لم يُخفَّض إلى درجة كافية.

### الغسل والمعادلة
من الصعب إزالة الصودا المتبقية في القماش بعملية الغسل وحدها، لذلك يجب معادلة القلوية بمحلول ممدد من حمض الخل. ويجب الحذر أثناء استخدام حمض الخل في التعديل حيث يتشكل تبقى بعض أسيتات الصوديوم المتشكلة في القماش وتعدل من الباهاء في المعالجات اللاحقة.